# 郴州市第二中学
25°48′27″N 113°02′46″E / 25.807618°N 113.046076°E
郴州市第二中学（英語：The 2nd Middle School of Chenzhou）位于湖南省郴州市苏仙区苏仙北路5号，为郴州市公立学校，湖南省示范性中学之一。

## 历史
1947年，李达九创建“湖南私立适存初级中学”，它是“郴州市第二中学”的前身。
1978年，“郴州市第二中学”被湖南省教育委员会选定为“省重点中学”。
1994年，“郴州市第二中学”被湖南省教育委员会评选为“湖南省重点中学”。
2004年，“郴州市第二中学”被湖南省教育委员会评选为首届“湖南省示范性普通高级中学” 。

## 历届领导
- 李达九（1943-1950），校长
- 李可钦（1949-1953），校长
- 李承芳（1953-1959），书记
- 李贺主（1960-1962），书记
- 刘湘卿（1959-1960），书记
- 李安文（1961-1961），校长到书记
- 韩瑞增（1961-1963），校长
- 刘星焜（1961-1963），书记
- 曹德仕（1963-1964），校长
- 陈致麟（1970-1971），革命委员会主任
- 黄始益（1971-1973），书记
- 唐镇国（1977-1982），书记
- 匡柱生（1980-1982），书记
- 周 炎（1984-1986），书记
- 邱丽蒹（1986-1995），书记
- 曹直柱（1997-1999），书记
- 段定智（1997-1999），校长
- 曹万流（2001年-2008），书记
- 邓家盛（2008），书记
- 袁贤琼（2008-2016），校长
- 许永江（2016），校长

## 著名校友
- 段红杰，全国中学生运动会跳远冠军。[1]
- 周玲，“中国模特之星大赛”湖南省总冠军。[1]
- 罗灵婷，“首届中国职业模特技能大赛”冠军。[1]
- 宋泉桦，青年作家。[1]